# أنجلو أنكويليتي
أنجـِلو أنكويلـّيتـّي (بالإيطالية: Angelo Anquilletti)، (سان دوناتو ميلانيزي، 25 ابريل 1943) لاعب كرة قدم إيطالي سابق.
لعب مع منتخب إيطاليا لكرة القدم.

## مسيرته الكروية
لعب أنجلو أنكويليتي خلال مسيرته الاحترافية مع 4 أندية في ثمانية عشر موسمًا ولم يسجل خلالها أي هدف ضمن 454 مباراة. حيث فاز في أربعة مواسم بالكأس وفي موسم واحد بالدوري.
خاض أنجلو أنكويليتي مسيرته مع ASD Solbiatese Calcio 1911 ‏ في موسم 1961–62 واستمر معه طيلة ثلاثة مواسم، مشاركًا في 87 مباراة ولم يسجل أي هدف. ثم انتقل إلى نادي أتالانتا في موسم 1964–65 ولمدة موسمين، حيث شارك في 48 مباراة ولم يسجل أي هدف أيضًا. لينتقل بعدها إلى نادي إيه سي ميلان في موسم 1966–67 ليلعب معه أحد عشر موسمًا، مشاركًا في 278 مباراة ولم يسجل أي هدف أيضًا. ثم انتقل إلى نادي مونزا في موسم 1977–78 ولمدة موسمين، مشاركًا في 41 مباراة ولم يسجل أي هدف أيضًا.

## روابط خارجية
- أنجلو أنكويليتي على موقع الاتحاد الأوربي (الإنجليزية)
- أنجلو أنكويليتي على موقع قاعدة بيانات كرة القدم.إي يو (الإنجليزية)
- أنجلو أنكويليتي على موقع ناشيونال فوتبول تيمز (الإنجليزية)
- أنجلو أنكويليتي على موقع Soccerway.com (الإنجليزية)
- أنجلو أنكويليتي على موقع عالم كرة القدم.نت (الإنجليزية)